# Калабрійський перець чилі
Калабрійський перець чилі (італ. Peperoncino calabrese) — загальна назва ряду сортів перцю чилі з Калабрії, Італія.
Вони належать до виду Capsicum annuum і мають середню гостроту близько 30 000 SHU.

## Різноманітність
Існує біля десятка сортів калабрійського перцю чилі.

## Гастрономія
Перець можна їсти сирим, консервувати в олії, сушити або обробити до стану пасти чи у гострій в’яленій ковбасі ( ндуя, калабрійська ковбаса, калабрійська сопресата та калабрійська спієната). Його також можна їсти з овочами, такими як салат.

## Див.також
- Перець чилі
- Ндуя
- Сопресата
- Шкала Сковілла